# هوهانس واردرسیان
هُوْهانِس واردرسیان (ارمنی: Հովհաննես Վարդերեսյան؛ زادهٔ ۱۲ فوریهٔ ۱۹۸۹ در ایروان) کشتی‌گیر وزن اهل ارمنستان است که در رشته کشتی فرنگی در بازی‌های المپیک تابستانی ۲۰۱۲ به رقابت پرداخت.